# چیزی برای پرندگان
چیزی برای پرندگان (انگلیسی: Something for the Birds) فیلمی آمریکایی به کارگردانی رابرت وایز است که در سال ۱۹۵۲ منتشر شد.

## بازیگران
- ویکتور ماتیور
- پاتریشا نیل
- ادموند گون